# Paper Mario: The Origami King
 (juin 2025).
Paper Mario: The Origami King (ペーパーマリオ オリガミキング, Pēpā Mario: Origami Kingu) est un jeu vidéo de rôle édité par Nintendo et développé par Intelligent Systems. Il s'agit du sixième opus de la série Paper Mario. Dévoilé le 14 mai 2020 à l'aide d'une bande-annonce, il est sorti le 17 juillet 2020 sur Nintendo Switch.

## Trame
Après avoir reçu une lettre de la princesse Peach l'invitant à l'OrigamiFest, Mario, avec l'aide de Luigi, se rend au château. Là-bas, Mario tombe dans un piège, où des personnages du royaume Champignon faits d'origami (les origuerriers) ont commencé à envahir le Royaume. Dans les catacombes du Château, Mario rencontre Olivia. Avec son aide, Mario réussi à s'évader et se lance alors dans un voyage vers les cinq serpentins pour délivrer le royaume Champignon et arrêter le roi Olly, le frère d'Olivia. Durant son périple, Mario s'associera à plusieurs acolytes, tel que Bobby, un bob-omb amnésique; ou même Kamek, équipé d'un balai et magicien de Bowser.

### Musée
L'une des quêtes secondaires du jeu consiste à compléter le musée. Pour ce faire, le joueur devra trouver tous les minis-trésor, caché dans tous les coins de la carte, battre un exemplaire de chaque origuerriers sur chaque serpentins, avoir toutes les musiques, trouver tous les toads afin d'avoir tous les types de Toad origamisés et débloquer tous les tableaux par l'intermédiaire de points Toad que vous obtenez quand vous sauver un Toad. Seront également exposer au musée, les plus grosse prise de Cheep-cheep et de Bloups que le joueur aura attrapé dans les mini-jeux de pêche.

### Personnages
Mario : Mario, aussi plat que dans les derniers opus de la saga va arpenter le monde avec sa nouvelle coéquipière en origami Olivia afin de défaire les cinq serpentins et de battre Olly, frère maléfique d'Olivia qui souhaite plier à sa volonté tous les habitants de ce monde.
Luigi : Afin d'aider Mario et Olivia dans leur quête, Luigi s'est juré de retrouver la clé du château de Peach pour aider son frère à sa façon dans ça quête à travers le monde.
Olivia : Petite poupée d'Origami au chapeau jaune, elle se fera piéger par son frère dans les catacombes du château de Peach. Olivia se verra libérer par Mario qui l'aidera à défaire les serpentins pour aller résonner son frère. Elle est capable de se plier à la forme des esplis élémentaires afin d'utiliser leurs pouvoirs.
Bowser : Après avoir sauvé Bowser dans les tréfonds du château de Peach, celui-ci, avec l'intermédiaire d'un de ses sbires Maskass, sauvera notre héros d'un potentiel ensevelissement. Il reviendra plus tard dans l'aventure dès lors que le joueur ait battu le boss ciseau. Grâce à sa forteresse volante, Mario et Olivia pourront se rendre au château où Bowser se fera notre allier lors du combat final.
Bobby : Bobby est un Bob-omb devenu amnésique à la suite de l'attaque d'un bloups géant au service d'Olly, rencontra nos deux protagonistes principaux dans le téléphérique du mont Émerveil. Il les rejoindra dans leur quête afin de retrouver sa mémoire. C'est lors du feux d'artifice de Shogunland que Bobby retrouvera la mémoire. Par la suite Bobby se sacrifiera pour sauver Olivia coincer sous un rocher.
Princesse Peach : La Princesse Peach se fera origamiser par Olly elle sera kidnappée par lui et emprisonner dans le château. Hormis la cinématique d'arrivée au château et  la cinématique de fin, la Princesse Peach ne sera pas présente en elle-même dans aucun autre moment du jeux.
Kamek : Toujours présent avec son fidèle balai magique, Kamek, conduira avec l'aide de Mario et Olivia Bowser Jr. dans toutes les sources d'Azur-les-Bains afin de revigorer le "jeune maître" comme l'appelle Kamek qui s'est fait découper et froisser par le boss ciseau. C'est donc avec son aide que l'on parcours la forteresse de Bowser afin de détruire le dernier serpentins, le vert.
Bowser Jr. : Après s'être fait attaqué par le boss ciseau, il vous faudra le conduire, avec l'aide de Kamek, dans toutes les sources d'Azur-les-Bains, afin de s'introduire dans la forteresse volante de Bowser. Il est comme d'habitude accompagné de sa junior-mobile.
Professeur Toad : Ce Toad archéologue vous accompagnera dans tout le désert Kalémeri. Il peut traduire les textes anciens et creuser ou bon lui semble dès que vous le lui demander. Par ailleurs il rêve de rencontrer une race disparue : les anciens, dont fait partie le Capitaine Tode.
Toad origamiste : Ce Toad qui vit sur l'île Champignon, isolée dans la vaste mer, s'avère être le créateur d'Olly. Il voulait égayer son château, créé pour l'OrigamiFest avec celui-ci est sa sœur, il a donc utilisé la technique de l'animapli pour donner vie à sa création.

### Boss
Espli de la Terre : L'Espli de la Terre est le premier espli élémentaires que l'on croise dans l'aventure. Il ressemble à une tortue de couleur jaune avec une carapace de couleur verte.
Espli de l'Eau : L'Espli de l'Eau est le second espli élémentaires que l'on croise dans l'aventure. Il ressemble à un dragon de couleur bleu avec une crête orange.
Espli du Feu : L'Espli du Feu est le troisième espli élémentaires que l'on croise dans l'aventure. Il ressemble à un oiseau de feu, et est surement inspiré du phénix.
Espli de la Glace : L'Espli de la Glace est le quatrième espli élémentaires que l'on croise dans l'aventure. Il ressemble à un ours polaire, toujours sur ces deux pattes.

## Système de jeu
Comme les précédents jeux Paper Mario, The Origami King est un jeu vidéo de rôle. Le joueur prend le contrôle d'une version papier de Mario (Paper Mario) et navigue à travers des environnements en 3D dans lesquels se trouvent des origamis. Le joueur doit collecter des pièces et des objets, rencontrer des personnages non-joueur, résoudre diverses énigmes basées sur le concept du monde de papier, et affronter divers les sbires du Roi Olly, les origuerriers. Au cours de son voyage, Mario peut gagner divers compagnons qui l'aident à résoudre des énigmes. Contrairement aux autres jeux de la saga, le jeu utilise un tout nouveau système de combat basé sur des anneaux en tour par tour. Dans une arène, Mario, au centre de plusieurs anneaux, devra aligner les ennemis qui se trouvent sur des sections de ces anneaux dans un court laps de temps, puis choisir une attaque (Armes ou Objets) pour frapper les ennemis qui se trouvent dans le même arc sur tout l'anneau, après quoi les ennemis auront une chance d'attaquer,.

## Attaques
Pour attaquer, Mario peut utiliser les Bottes (Saut), pour une disposition en ligne de 4 ennemis, ou utiliser le Marteau qui permet de toucher des ennemis plus rapprochés (disposition en carré de 4). Cependant, Mario trouvera des Objets et des Armes, qu'il peut équiper et qui sont plus forts que les Bottes ou le Marteau mais s'usent et ont un niveau de durabilité (comme les armes dans The Legend of Zelda: Breath of the Wild).